# Döbritschen
Döbritschen település Németországban, azon belül Türingiában. Lakosainak száma 234 fő (2023. december 31.).

## Népesség
A település népességének változása:
| Lakosok száma | 205  | 218  | 223  | 225  | 232  | 234  |
|               | 2014 | 2017 | 2019 | 2021 | 2022 | 2023 |